# Ambar avec kotobanja à Sremski Mihaljevci
L'ambar avec kotobanja à Sremski Mihaljevci (en serbe cyrillique : Амбар са котобањом у Сремским Михаљевцима ; en serbe latin : Ambar sa kotobanjom u Sremskim Mihaljevcima) se trouve à Sremski Mihaljevci, dans la province de Voïvodine, dans le district de Syrmie et dans la municipalité de Pećinci, en Serbie. Il est inscrit sur la liste des monuments culturels de grande importance de la république de Serbie (identifiant no SK 1275).

## Présentation
L'ambar (grenier) avec sa kotobanja (sorte de séchoir à maïs), situé 54 rue Prhovačka, a été édifié en 1889, ainsi que l'indique une inscription sur un pignon du toit, par le maître d'œuvre Živan.
L'ambar et la kotobanja sont construits au-dessus d'un sous-sol et d'un rez-de-chaussée en briques. Le bâtiment est doté d'un toit à deux pans recouvert de tuiles ; l'ambar est constitué d'une structure en bois avec des piliers qui tiennent des planches disposées de façon horizontale ; la kotobanja possède un porche-galerie. Des traces de couleurs indiquent que l'ensemble était polychrome. Une attention particulière a été accordée au pignon de l'ambar, qui est constitué de bois sculpté ; sous la crête, on peut y voir un motif représentant le soleil ; au milieu de la zone inférieure subsistent quelques vestiges d'un décor peint.